# Contulmo
Contulmo är en kommun i Chile.   Den ligger i provinsen Provincia de Arauco och regionen Región del Biobío, i den södra delen av landet, 600 km söder om huvudstaden Santiago de Chile.
I omgivningarna runt Contulmo växer i huvudsak städsegrön lövskog. Runt Contulmo är det glesbefolkat, med 9 invånare per kvadratkilometer.